# ショッピングプラザ鎌ヶ谷
ショッピングプラザ鎌ヶ谷（ショッピングプラザかまがや）は、千葉県鎌ケ谷市富岡にあるショッピングセンターである。

## 概要
「セブン&アイ・クリエイトリンク」が運営を受託しているショッピングセンターで、2013年11月22日に食品館イトーヨーカドー鎌ヶ谷店を核店舗として開業した。
ショッピングプラザ鎌ヶ谷は鎌ケ谷市との官民一体の連携により、施設の3階部分に「きらり鎌ケ谷市民会館」、1～2階部分にショッピングセンター、地下部分に駐車場を設置。「文化と芸術」・「市民サービス」・「生活便利サービス」が共存する新たな生活拠点を創造している。
この場所では、1977年10月から2006年1月15日はイトーヨーカドーとして、2006年4月20日から2009年3月16日はイトーヨーカドー食品館として、2009年3月20日からザ・プライスとして営業していたが、建物の老朽化を理由に2012年4月19日をもって閉店した。

## 沿革
- 1977年（昭和52年）
  - 10月 - イトーヨーカドー鎌ヶ谷店として開店。
- 2006年（平成18年）
  - 1月15日 - 閉店。
  - 4月20日 - イトーヨーカドー食品館鎌ヶ谷店として再開店。
- 2009年（平成21年）
  - 3月16日 - 閉店。
  - 3月20日 - ザ・プライス鎌ヶ谷店として再度開店。

- 2012年（平成24年）4月19日 - 閉店。

- 2013年（平成25年）
  - 11月22日 - ショッピングプラザ鎌ヶ谷が「食品館イトーヨーカドー鎌ヶ谷店」を核店舗として開業[1]。
- 2014年（平成26年）
  - 4月5日 - 鎌ケ谷市きらりホールが開館[2]。
- 2020年（令和2年）6月5日 - 「イトーヨーカドー食品館鎌ヶ谷店」が「ヨークフーズ鎌ヶ谷店」に店名変更[3]。

## テナント
- 主なテナントはヨークフーズ、サンドラッグ、ダイソー、ファッションセンターしまむら
- 詳細は公式サイト「フロアガイド」を参照。

### 過去の主なテナント
- 築地銀だこ（2013年11月22日開店[1] - 2019年7月23日閉店[4]）
- 珈琲館（2013年11月22日開店[1] - 2020年5月10日閉店[5]）
- うさちゃんクリーニング（2013年11月22日開店[1] - 2020年5月15日閉店[6]）
- おかしのまちおか（2013年11月22日開店[1] - 2020年5月17日閉店[7]）
- ニトリデコホーム（2013年11月22日開店[1] - 2020年6月7日閉店[8]）
- QBハウス（2013年11月22日開店[1] - 2023年5月25日閉店[9]）

## アクセス
詳細は公式サイト「アクセス」を参照。

### 公共交通機関
- 初富駅（京成松戸線）より徒歩3分

### 駐車場
- 地下駐車場144台 第2駐車場35台